# Phan Thiết
Phan Thiết (виј. Phan Thiết) је град у Вијетнаму у покрајини Bình Thuận. Према резултатима пописа 2009. у граду је живело 209.473 становника.